# Varanus semiremex
Varanus semiremex är en ödleart som beskrevs av Peters 1869. Varanus semiremex ingår i släktet Varanus och familjen Varanidae. Inga underarter finns listade i Catalogue of Life.
Arten förekommer i delstaten Queensland i Australien. De första exemplaren hittades på Kap Yorkhalvön och på tillhörande mindre öar. Honor lägger ägg.